# ジェイコブ・サウスウィック
ジェイコブ・サウスウィック（Jacob Southwick、1990年4月2日 - ）は、アメリカ合衆国のプロレスラー。オハイオ州トレド出身。

## 来歴
学生時代にはレスリングにおいて活躍し、アッシュランド大学在籍時にはNCAAが選出するオールアメリカンのメンバーに2度選出された。

### インディー団体
大学卒業後、地元であるオハイオ州を拠点とするASWA（American States Wrestling Alliance）が主宰するトレーニングセンターにてプロレスラーになるためトレーニングを開始。ジェイク・サウス（Jake South）のリングネームで活動するようになり、MOW（Mid-Ohio Wrestling）を中心にオハイオ州のインディー団体に参戦。MOWでは参戦当初から団体認定の各王座に挑戦する待遇を受けるも、中々ベルトを奪取する機会に恵まれなかったが、2011年9月10日にサイラス・ポーとタッグを組んでミッドオハイオタッグ王座を獲得した。

### WWE

#### NXT
2012年9月19日、WWEとディベロップメント契約を交わして入団。傘下団体であるNXTにてソーヤー・フルトン（Sawyer Fulton）のリングネームで活動を開始。11月30日、NXT Liveにて8人タッグマッチでデビューを果たした。2013年5月29日のNXTにて初出場するもワイアット・ファミリー（ルーク・ハーパー & エリック・ローワン）に完敗した。
2014年4月17日、バロン・カービンとタッグを組んでジェイソン・ジョーダン & タイ・デリンジャーと対戦。体格差を生かして力の差を見せていたもののコンビネーションによる連携技を喰らい敗戦した。11月、エリートアマチュアレスラーユニットであるシュート・ネイション（Shoot Nation）の一員として発表され、ギミックを変更する事になる。
アンジェロ・ドーキンスとのタッグでNXT Liveで活動するが2015年5月14日、シュート・ネイションは解散となった。
2016年3月4日、アレクサンダー・ウルフと組んでハイプ・ブロズ（ザック・ライダー & モジョ・ローリー）と対戦するが敗戦。この試合をきっかけにウルフとタッグを結成して活動を開始。10月12日、NXTのダスティ・ローデス・タッグトーナメント・クラシックにてエリック・ヤングとニッキー・クロスを加えたヒールユニット、サニティー（SAnitY）として登場。ボビー・ルード & タイ・デリンジャーと対戦。デリンジャーを一方的に攻め、ルードは敵前逃亡。最後にデリンジャーに合体技を決めて勝利した。11月、肩を負傷した事により離脱。12月7日、NXTにて登場しなかったが、ヤングから自身が着用していたジャケットを踏みつけられサニティーからの追放を暗に示された。
2017年5月6日、NXT Liveにて復帰。ブレナン・ウィリアムズと対戦して勝利した。11月3日、WWEから解雇となった。

### インパクト・レスリング (2019–現在)
2019年3月22日にインパクト・レスリングにデビューし、リッチ・スワンを攻撃、サミ・キャラハン率いるユニット oVeに加入した。

## 獲得タイトル
MOW
- ミッドオハイオタッグ王座 : 1回

w / サイラス・ポー